# Сумбе
Сумбе (порт. Sumbe) — місто в Анголі, столиця провінції Південна Кванза. До 1975 року мало назву Ново-Редондо. У місті є аеропорт.

## Географія
Розташоване на рівні моря. 

### Клімат
Місто знаходиться у зоні, котра характеризується кліматом помірних степів та напівпустель. Найтепліший місяць — березень із середньою температурою 26.5 °C (79.7 °F). Найхолодніший місяць — липень, із середньою температурою 20.3 °С (68.5 °F).
| Клімат Сумбе            | Клімат Сумбе | Клімат Сумбе | Клімат Сумбе | Клімат Сумбе | Клімат Сумбе | Клімат Сумбе | Клімат Сумбе | Клімат Сумбе | Клімат Сумбе | Клімат Сумбе | Клімат Сумбе | Клімат Сумбе | Клімат Сумбе |
| Показник                | Січ.         | Лют.         | Бер.         | Квіт.        | Трав.        | Черв.        | Лип.         | Серп.        | Вер.         | Жовт.        | Лист.        | Груд.        | Рік          |
| Середній максимум, °C   | 29,3         | 30,2         | 30,5         | 30,3         | 29,3         | 26,9         | 25,6         | 26           | 27           | 27,9         | 28,8         | 28,9         | 28,4         |
| Середня температура, °C | 25,4         | 26,1         | 26,5         | 26,3         | 24,9         | 21,7         | 20,3         | 20,6         | 21,9         | 23,4         | 24,7         | 24,9         | 23,9         |
| Середній мінімум, °C    | 21,6         | 22,3         | 22,6         | 22,1         | 19,9         | 16,8         | 15,9         | 16,7         | 18,4         | 20,2         | 21,3         | 21,6         | 20           |
| Норма опадів, мм        | 27.4         | 42.6         | 173.7        | 104          | 5.3          | 0            | 0            | 0            | 4.9          | 22.1         | 54.7         | 35.4         | 470.1        |
| Днів з опадами          | 5,8          | 6,1          | 9,2          | 7,5          | 0,8          | 0            | 0            | 0            | 0,8          | 4,7          | 7,2          | 6,9          | 49           |
| Вологість повітря, %    | 75.6         | 75.1         | 76.8         | 79.1         | 76.5         | 75.2         | 75.5         | 76.6         | 77.2         | 81.1         | 80.3         | 78           | 77.3         |
| ----------------------- | ------------ | ------------ | ------------ | ------------ | ------------ | ------------ | ------------ | ------------ | ------------ | ------------ | ------------ | ------------ | ------------ |
| Джерело: Weatherbase    |              |              |              |              |              |              |              |              |              |              |              |              |              |

## Населення
Населення на 2010 рік — 51 749 осіб.
Динаміка зміни чисельності населення:
| Рік  | Населення |
| ---- | --------- |
| 1970 | 7911      |
| 2010 | 51 749    |